# Flughafen Monrovia-Spriggs Payne

i8
i11
i13
Der James Spriggs Payne Airport (IATA-Code: MLW, ICAO-Code: GLMR) ist der zweitgrößte Flugplatz von Monrovia, der Hauptstadt der westafrikanischen Republik Liberia. Er liegt verkehrsgünstig im südöstlichen Stadtteil Congotown. Der Flugplatz wurde in der Regierungszeit des Präsidenten William S. Tubman errichtet und nach  dem vierten Präsidenten Liberias, James Spriggs Payne,  benannt. Der größte Flughafen des Landes ist der Roberts International Airport Monrovia.

## Geschichte
Die Anfänge des Luftverkehrs in Liberia erfolgten in den 1930er Jahren durch den Aufbau von Luftpost-Flugdiensten entlang der afrikanischen Küste. Während des Zweiten Weltkrieges wurde Liberia als Knotenpunkt in der Nachschublogistik der US-Truppen in Nordafrika bedeutsam, zu diesem Zweck wurde auch das auf dem Betriebsgelände der Firestone Company gelegene Thomas Jefferson Airfield als Militärflugplatz ausgebaut.
Nach dem Ende des Krieges drang die Firestone Company auf Rückgabe dieses Flughafens, der wieder in zivile Nutzung überführt wurde und in „Roberts Airfield“ umbenannt worden war. Die liberianische Regierung zeigte sich verärgert und veranlasste den Bau des Spriggs Payne Airport am östlichen Stadtrand von Monrovia. Dieser wurde nun bevorzugt durch die ebenfalls neu geschaffene Liberian National Airways genutzt. Beide Flugplätze erzielten in den 1960er Jahren wirtschaftliche Gewinne, auch bildete sich ein dichtes Netz von Inlands-Fluglinien zu den Bergbauzentren des Landes heraus, hierbei kamen jedoch vorzugsweise Kleinflugzeuge zum Einsatz.

## Zwischenfälle
- Am 10. Juni 1978 brach bei einer Vickers Viscount 814 der ghanaischen West African Air Cargo (Luftfahrzeugkennzeichen 9G-ACL) bei der Landung auf dem Flughafen Monrovia-Spriggs Payne das Bugfahrwerk zusammen und das Flugzeug streifte ein Gebäude. Das Flugzeug, die ehemalige D-ANUR der Lufthansa (1959–1972), wurde irreparabel beschädigt. Alle vier Besatzungsmitglieder, die einzigen Insassen auf dem Frachtflug, überlebten.[5][6]

## Literatur

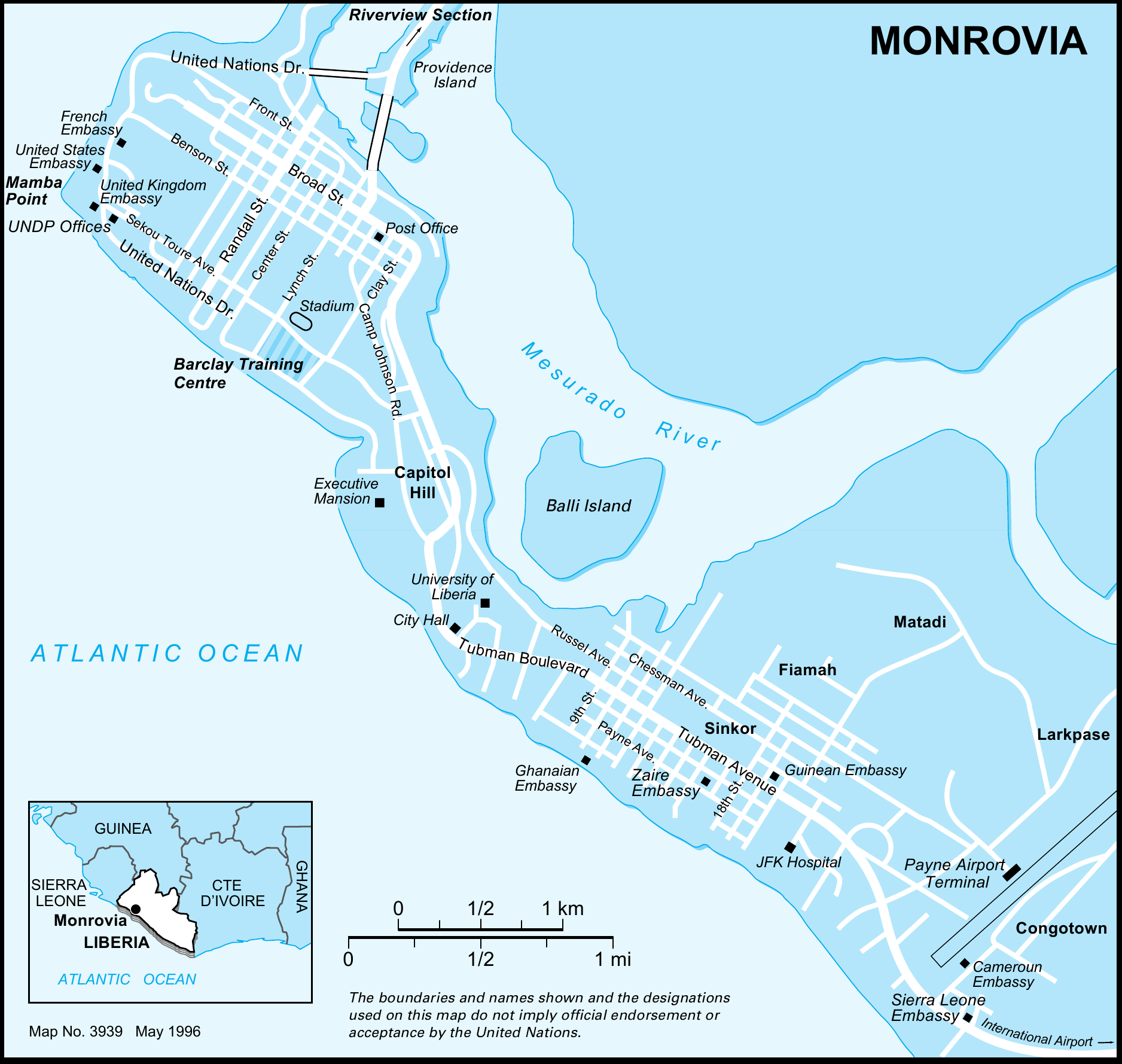
Stadtplan von Monrovia (2008)